# Chrostosoma infuscatum
Chrostosoma infuscatum är en fjärilsart som beskrevs av Rothschild 1931. Chrostosoma infuscatum ingår i släktet Chrostosoma och familjen björnspinnare. Inga underarter finns listade i Catalogue of Life.